# Vattenpolo vid olympiska sommarspelen 1992
Vattenpoloturneringen vid Olympiska sommarspelen 1992 avgjordes i Barcelona.

## Medaljsummering
| Gren                          | Guld | Silver | Brons |
| Herrarnas vattenpoloturnering | Italien Francesco Attolico Alessandro Bovo Paolo Caldarella Alessandro Campagna Marco D'Altrui Massimiliano Ferretti Mario Fiorillo Ferdinando Gandolfi Amedeo Pomilio Francesco Porzio Giuseppe Porzio Carlo Silipo Huvudtränare: Ratko Rudić | Spanien Daniel Ballart Manel Estiarte Pedro García Salva Gómez Marco Antonio González Rubén Michavila Miki Oca Sergi Pedrerol Josep Picó Jesús Rollán Ricardo Sánchez Jordi Sans Manel Silvestre Huvudtränare: Dragan Matutinović | OSS Dmitrij Apanasenko Andrej Belofastov Dmitrij Gorsjkov Vladimir Karabutov Aleksandr Kolotov Andrij Kovalenko Nikolaj Kozlov Sergej Markotj Sergej Naumov Aleksandr Ogorodnikov Jevgenij Sjaronov Aleksandr Tjigir Aleksej Vdovin Huvudtränare: Boris Popov |

## Placeringar
| \| Pl. \| Lag \| \| --- \| --------------- \| \| \| Italien \| \| \| Spanien \| \| \| OSS \| \| 4. \| USA \| \| 5. \| Australien \| \| 6. \| Ungern \| \| 7. \| Tyskland \| \| 8. \| Kuba \| \| 9. \| Nederländerna \| \| 10. \| Grekland \| \| 11. \| Frankrike \| \| 12. \| Tjeckoslovakien \| |                 |
| Pl. | Lag             |
| | Italien         |
| | Spanien         |
| | OSS             |
| 4. | USA             |
| 5. | Australien      |
| 6. | Ungern          |
| 7. | Tyskland        |
| 8. | Kuba            |
| 9. | Nederländerna   |
| 10. | Grekland        |
| 11. | Frankrike       |
| 12. | Tjeckoslovakien |